# Le Monestier
Le Monestier é uma comuna francesa na região administrativa de Auvérnia-Ródano-Alpes, no departamento de Puy-de-Dôme. Estende-se por uma área de 17.31 km². Em 2010 a comuna tinha 224 habitantes (densidade: 12,9 hab./km²).